# Rue Sébastien-Bottin
Rue Sébastien-Bottin är en återvändsgata i Quartier Saint-Thomas-d'Aquin i Paris sjunde arrondissement. Gatan är uppkallad efter den franske administratören och statistikern Sébastien Bottin (1764–1853). Rue Sébastien-Bottin börjar vid Rue Gaston-Gallimard 5.

## Omgivningar
- Saint-Thomas-d'Aquin
- Place Saint-Thomas-d'Aquin
- Impasse de Valmy
- Boulevard Saint-Germain
- Rue de Gribeauval
- Rue de Montalembert
- Rue Gaston-Gallimard

## Bilder
| - Sébastien Bottin. - Rue Sébastien-Bottin. - Gatuskylt. - Saint-Thomas-d'Aquin. |

## Kommunikationer
- Tunnelbana – linje  – Rue du Bac
- Busshållplats Rue du Bac – René Char – Paris bussnät

### Webbkällor
- ”Rue Sébastien-Bottin”. Mairie de Paris. https://web.archive.org/web/20160303215733/http://www.v2asp.paris.fr/commun/v2asp/v2/nomenclature_voies/Voieactu/8521.nom.htm. Läst 7 november 2023.
- ”Rue Sébastien-Bottin (7ème arrondissement)”. Les rues de Paris. https://web.archive.org/web/20160409070407/http://www.parisrues.com/rues07/paris-07-rue-sebastien-bottin.html. Läst 7 november 2023.